# Święty Roch (obszar SIM)
Święty Roch – jednostka obszarowa miasta utworzona w 2008 roku dla potrzeb Systemu Informacji Miejskiej (SIM) w Poznaniu. Jednostka obszarowa nie jest formalnym osiedlem. Mieści się na terenie dwóch osiedli samorządowych Rataje i Ostrów Tumski-Śródka-Zawady-Komandoria. Obejmuje takie części miasta Poznania jak: Święty Roch i Piotrowo oraz fragment Berdychowa.    

## Położenie
Wedle Systemu Informacji Miejskiej jednostka obszarowa Święty Roch mieści się w granicach:
- od wschodu: ulica Jana Pawła II;
- od południa: ulica Bolesława Krzywoustego;
- od zachodu: rzeka Warta, Wschodni Kanał Ulgi;
- od północy: rzeka Cybina.